# Ascot d’Oilly Castle

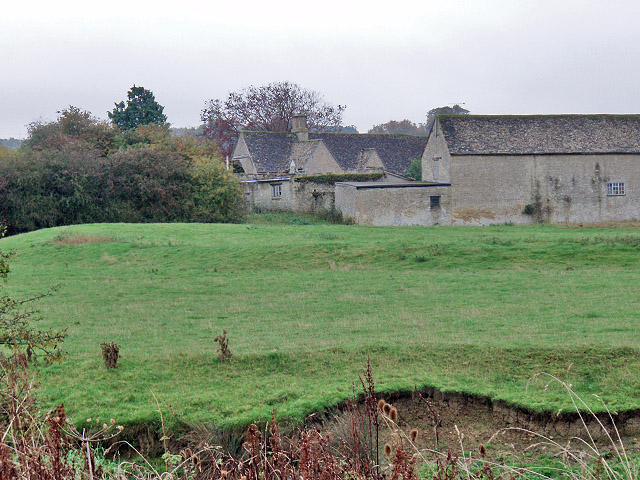
Ascott d'Oyley Manor House

Das Ascot d’Oilly Castle ist ein denkmalgeschütztes Monument. Es befindet sich auf einem Privatgrundstück nördlich des Dorfes Ascott-under-Wychwood in Oxfordshire, England.
Ein Fragment der Burg steht noch und ist ein denkmalgeschütztes Gebäude.
Es wird vermutet, dass die Burg um 1129 gebaut wurde und bereits kurz nach 1175 abgerissen wurde. Es gibt Überreste eines steinernen Turms. Es wurde von Martyn Jope und R. I. Threlfall im Jahr 1959 ausgegraben, wobei Keramik des 12. Jahrhunderts entdeckt wurde. Die Überreste bestehen aus einem von einem breiten Burggraben umgebenen Hochparterre. Nur die Spuren des Turms stehen noch, und sie lassen vermuten, dass er Abmessungen von etwa 10,7 m im Quadrat mit 2,4 m dicken Wänden hatte.